# Williams F1
Williams Grand Prix Engineering Limited, tävlar som Atlassian Williams Racing, är en brittisk formelbiltillverkare med ett formel 1-stall som debuterade i Spanien 1969 under namnet Frank Williams Racing Cars. Williams debuterade i sin nuvarande form i Spanien 1977.

## Historik
Stallet grundades av Frank Williams 1969 men började inte tävla med egna bilar förrän 1977. 
Williams etablerade sig som ett mästarstall under 1980- och 1990-talen då man erövrade nio konstruktörsmästerskapstitlar och då sju av stallets förare vann världsmästerskapet.
Williams mörkaste ögonblick var när den fenomenale formel 1-föraren Ayrton Senna omkom strax efter starten i San Marinos Grand Prix på Imola 1994. Det var Sennas tredje tävling för dåvarande Rothmans Williams-Renault.
Efter säsongen 2005 upphörde samarbetet med BMW, som etablerade ett eget stall, BMW Sauber.

### Den tidiga karriären
Frank Williams skyddsling Piers Courage sattes i en köpt Brabham 1969. Williams var då chef i sitt lilla privata stall, som drabbades hårt då Courage avled efter en krasch på Zandvoortbanan 1970. Williams fick dock stöd av Philip Morris och kunde 1973 tävla med Iso Marlboro-bilar. Stallet nådde inga större framgångar, men lockade ändå kända namn som Jacky Ickx, Jacques Laffite och Chris Amon. 1976 köpte den kanadensiske oljemiljardären Walter Wolf upp stallet och döpte om det till Wolf. Det hade stora framgångar med Jody Scheckter under 1977, men som sedan upphörde efter ett par misslyckade säsonger.
Williamsbilarna syntes inte till på banorna under 1977 och många trodde att historien var slut. Men inför säsongen 1978 hade Williams utsett Patrick Head till teknisk direktör och startade ett nytt stall i Didcot, med många lovande människor som senare blev stjärnor som ingenjörer i andra stall. Han satsade även på Alan Jones från Shadow som förare.

### Alan Jones tid

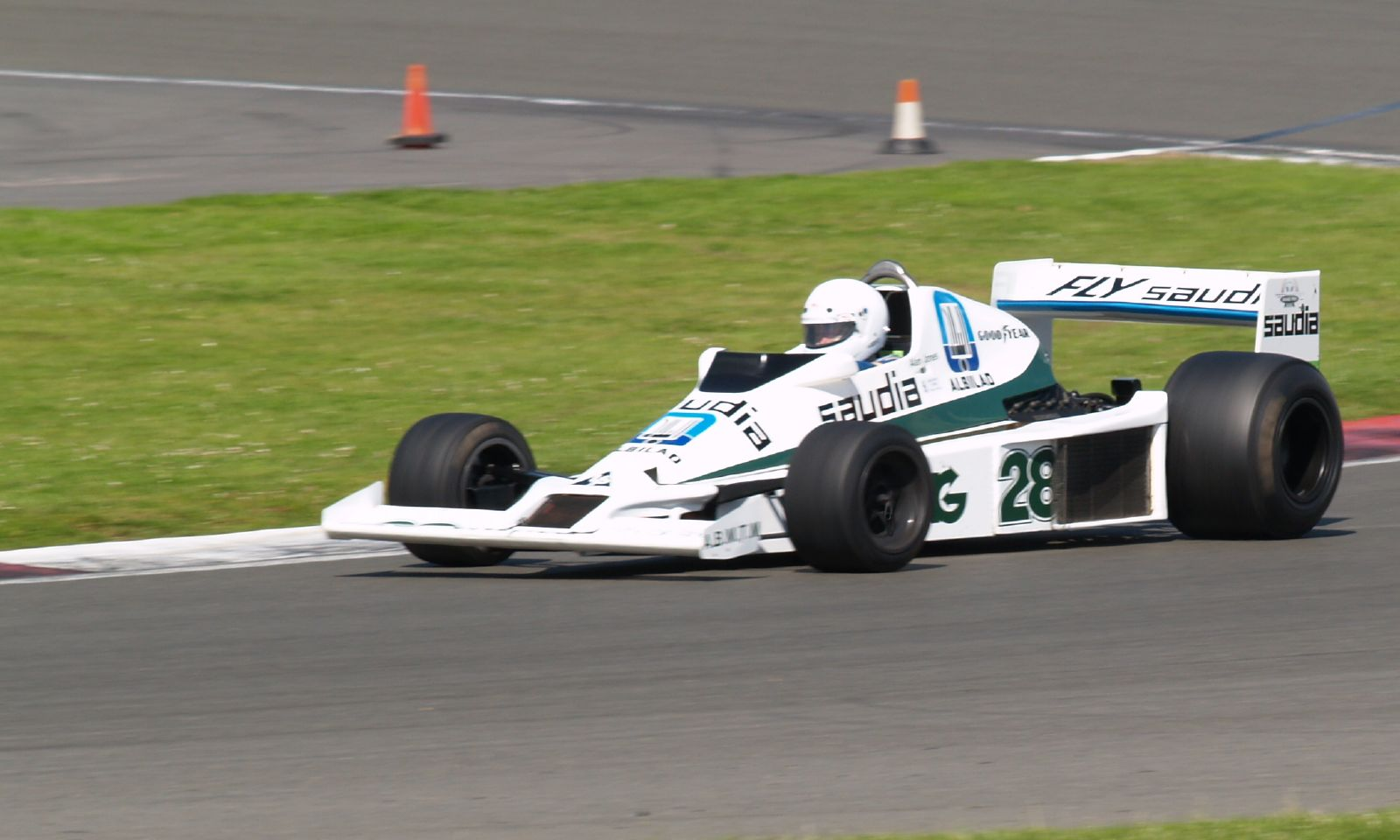
Williams FW06 från.

Frank Williams och Patrick Head förändrade Williamsstallet i grunden. Första säsongen var en uppbyggnadssäsong under vilken Alan Jones nådde en pallplats. 1979 började Williams tävla med två bilar; den andra körd av schweizaren Clay Regazzoni. I Storbritannien kom den första segern genom Regazzoni. Jones följde upp det genom att vinna fyra deltävlingar och körde under hösten enkelt ifrån Jody Scheckter och Gilles Villeneuve i Ferrari, men de hade skaffat sig ett ordentligt försprång under våren och slutade därför först i VM-tabellen, med Jones som trea och Regazzoni som femma. Inför 1980 flyttade Regazzoni till Ensign och Williams anställde Carlos Reutemann som ny förare. Jones lyckades dock förhandla sig till platsen som försteförare och tackade för förtroendet genom att vinna fem deltävlingar på sin väg mot mästerskapstiteln 1980, som var Williams första. Reutemann var dock aldrig något hot och han slutade trea. 1981 var däremot Reutemann sugen på att utmana på allvar. Han vägrade till råga på allt att lyda stallorder i Brasilien. Efter det var han och Jones bittra ovänner.
Williams, och framförallt Reutemann, var helt överlägsna i början. Under andra halvan av säsongen tappade dock båda mark, inte så mycket till den jagande Nelson Piquet i Brabham, utan snarare till Jacques Laffite och Alain Prost. De båda såg ut att kunna hota om VM-titeln, men ingen av dem nådde ända fram. I det näst sista loppet i Kanada föll Jones bort från striden och i Las Vegas, där avgörandet skulle ske, saboterade han för Reutemann genom att tävla med dennes bil, allt enligt sitt försteförarkontrakt. 
Jones meddelade att han skulle sluta, men kom tillbaka och körde sedan för Arrows och Lola. Reutemann missade mästerskapstiteln med en poäng och i början av 1982 fick han plötsligt nog och slutade. Rykten gjorde gällande att han som argentinare inte ville köra för ett brittiskt stall när Falklandskriget började.

### Keke Rosbergs era
Säsongen 1982 kom finländaren Keke Rosberg från Fittipaldi-stallet. Han hade inte tagit några poäng där säsongen innan så valet av Rosberg var överraskande. De flesta hade väntat sig Eddie Cheever på platsen bredvid Carlos Reutemann, som slutade efter tre lopp och ersattes av Derek Daly.
Rosberg hängde med bra i början, men i mitten av säsongen började Didier Pironi och John Watson dra ifrån i toppen. I Tysklands Grand Prix kraschade emellertid Pironi i sin Ferrari och bröt båda benen varefter hans karriär var över. Nu handlade det om Rosberg, Alain Prost och Watson. Rosberg vann det viktiga loppet Schweiz Grand Prix 1982 vilket gav honom ett stort försprång som han förvaltade på bästa sätt och höll undan och vann mästerskapet med fem poäng före Pironi och Watson. Rosberg satte dock ett negativt mästerskapsrekord genom att enbart vinna en deltävling under säsongen. Eftersom Daly misslyckades kom Williams bara fyra i konstruktörs-VM, slagna av Ferrari, McLaren och Renault.

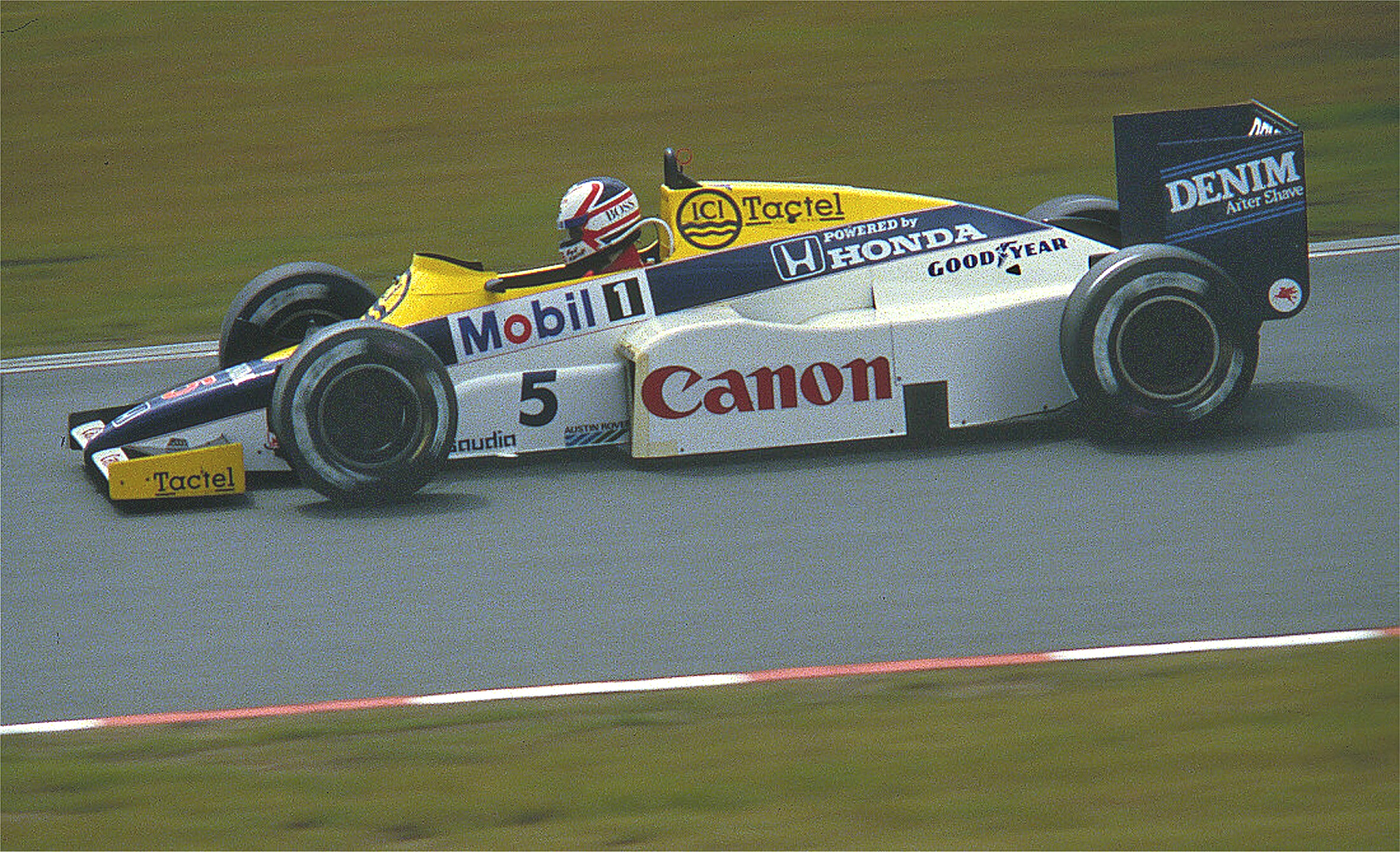
Nigel Mansell i en FW10 under träning i.

Säsongen 1983 innebar också den en seger för Rosberg, men den här gången blev han bara femma i förar-VM. De flesta var dock överens om att hans körning i Monaco var säsongens bästa. Säsongen  1984 vann Rosberg enbart i Dallas och slutade åtta i förar-VM. Hans stallkamrat Jacques Laffite hade inte lyckats något vidare varför han fick lämna stallet efter säsongen. Säsongen 1985 var Williams tillsammans med Honda redo för större saker och Rosberg vann två lopp och hans stallkamrat Nigel Mansell lika många. Det räckte till en tredjeplats för Rosberg och en sjätteplats för Mansell i förarmästerskapet. Efter säsongen gick Rosberg till McLaren.

### Mansell, Piquet och Honda
Säsongen 1986 kom Nelson Piquet till stallet. Han och Mansell blev snabbt ovänner, på grund av att båda var så snabba och därmed blev bittra fiender på banan. Piquet sjönk så djupt att han hävdade att Mansells fru var ful. Mansell svarade med att dominera under kvalificeringarna. Piquet hängde genom sin jämnhet dock med till slutet av säsongen. Mansell såg ut att vinna mästartiteln när han punktering i finalen. Piquet kom tvåa i loppet och Alain Prost vann därmed förar-VM. Williams tog dock hem konstruktörs-VM.
Säsongen 1987 blev mer lyckad på förarfronten och Piquet kunde vinna mästerskapet, sedan Mansell haft problem med tillförlitligheten och skadat sig under kvalificeringen till Japans Grand Prix. 
Piquet vann endast tre deltävlingar, men tog sju andraplatser. Nyckeln till Williams framgångar var, förutom chassit, Hondas motorer. Man förlorade dock dem efter säsongen till McLaren, samtidigt som Piquet gick till Lotus.

### Några mellanår
Säsongen 1988 hade Williams chockats av Nelson Piquets och Hondas avhopp. Honda ville att Williams skulle anställa Satoru Nakajima, men det vägrade man att gå med på. Toppförarna Alain Prost, Ayrton Senna och Gerhard Berger var redan kontrakterade och därför tvingades stallet leta utanför deras skara. Valet föll på Riccardo Patrese från Brabham. Han var arbetslös eftersom Brabham stod över säsongen på grund av ekonomiska problem.
Williams tvingades använda motorer ifrån Judd, som varken var snabba eller pålitliga och därmed hade Nigel Mansell och Patrese en så gott som omöjlig uppgift. Trots detta lyckades Mansell komma tvåa två gånger. Det var dock hans enda målgångar och han slutade bara elva i mästerskapet, en placering framför Patrese. Mansell var missnöjd med bilen och tvekade inte när han inför säsongen 1989 fick chansen att gå till Ferrari.
Mansell ersattes av belgaren Thierry Boutsen, som kommit fyra i det senaste mästerskapet. Boutsen vann under säsongens två lopp i sin Williams-Renault. 
Av förarna var dock Patrese den mest framgångsrike och han slutade trea medan Boutsen blev femma i förarmästerskapet.
Säsongen 1990 var svårare. Williams vann visserligen två lopp men halkade ner till fjärde plats i konstruktörs-VM. Inför säsongen 1991 lockade stallet tillbaka Nigel Mansell som ersättare för Thierry Boutsen. Den nya bilen med aktiv fjädring var inte så snabb i början, men efterhand kunde Mansell vinna fem lopp och Patrese två. De båda slutade tvåa respektive trea i förar-VM.

### Total dominans
Säsongen 1992 chockade Williams sina motståndare. Nigel Mansell var fullständigt överlägsen och vann de fem första deltävlingarna, ofta följd av stallkamraten Riccardo Patrese. Den regerande världsmästaren Ayrton Senna var chanslös och använde tiden till att tjata på Frank Williams om en förarplats kommande säsong, vilket även Alain Prost gjorde.
När Mansell hade säkrat sin förartitel lät han bomben falla att han skulle lämna formel 1, därför att Frank Williams fört förhandlingar med andra förare bakom hans rygg. Prost fick till slut Williamskontraktet, medan Senna, på Prosts begäran, blev lämnad utanför. Patrese lämnade efter säsongen stallet, vilket gjorde att Williams testförare Damon Hill kunde ta platsen bredvid Prost.
1993 vann Williams ännu ett konstruktörsmästerskap. Prost körde elegant och stabilt till sig en överlägsen ledning i mitten av säsongen och körde därefter på säkerhet. Prost vann sju lopp och blev världsmästare medan Hill vann tre lopp och slutade trea.

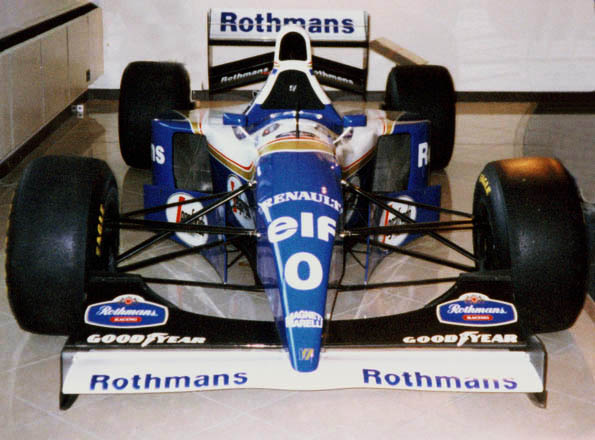
Williams FW16 från.

Sedan slutade Prost och lämnade över platsen öppen för Senna säsongen 1994. Senna tog pole position i de tre första loppen men hade inga poäng. Han kraschade sedan i det tredje i San Marino och omkom efter ett troligt fel på styrningen. Det var ett tungt slag för Williams, som blev åtalade i Italien. Under tiden tappade Hill mark mot den nye stjärnan Michael Schumacher i Benetton, som ett tag ledde med 37 poängs marginal. Efter ett par diskvalificeringar kom Hill i kapp och under de sista loppen kom Mansell tillbaka för att understödja Hill. Damons titeldrömmar tog slut efter att han och Schumacher kraschat i Australien, vilket gav Schumacher världsmästartiteln.
1995 blev ett tungt fall för Williams. David Coulthard, som körde sin första hela säsong för stallet, vann i Portugal. Men Hill, som var stallets främste titelaspirant, föll bort på grund av svaga insatser under slutet av säsongen, vilket gjorde att Schumacher relativt enkelt kunde vinna igen.
Williams gjorde nu klart med Heinz-Harald Frentzen, men berättade inget för Hill. Coulthard tackade nej till ett nytt kontrakt och gick till McLaren. Istället kom Jacques Villeneuve, som kört i IndyCar, och tog platsen bredvid Hill säsongen 1996. Det var Hills stora säsong.
Med Schumacher i en försvagad Ferrari kunde Hill relativt enkelt vinna förar-VM, 19 poäng före nykomlingen Villeneuve. Efter säsongen gav Frank Williams Hill sparken. Hill tog då med sig nummer 1 och gick till Arrows säsongen 1997.
Frentzens första säsong i Williams var inte lyckad. Han tippades som världsmästare, men Villeneuve hade inga problem med honom. Villeneuves enda hinder var istället Schumacher, som kommit tillbaka starkt och ledde inför den sista omgången. Dessa båda kolliderade i en hårnålskurva. Schumacher blev diskvalificerad ur förar-VM, medan Villeneuve rullade i mål som trea och världsmästare.

### Efter sju goda år följde några svåra
Renault drog sig ur och lämnade Williams med 1997 års motorer, som märktes om till Mecachrome. Säsongen blev sedan mycket jobbig för Williams, som bara kunde titta på när McLaren och Ferrari drog iväg i konstruktörsmästerskapet. Williams hade till och med svårt att säkra tredjeplatsen före Jordan och Benetton.
Inför säsongen 1999 lämnade Jacques Villeneuve stallet, medan Heinz-Harald Frentzen fick sparken och bytte plats med landsmannen Ralf Schumacher i  Jordan. Williams satsade också på italienaren Alex Zanardi. Schumacher övertygade redan från början, medan Zanardi hade problem. Schumacher tog sammanlagt 35 poäng, vilket var avsevärt bättre än vad Villeneuve nådde säsongen innan. Zanardi däremot blev den förste föraren som kört en hel säsong i Williams utan att ta poäng!

### Ett problemfyllt äktenskap
Williams fick säsongen 2000 BMW-motorer men förväntningarna var ganska låga i början. Williams gav inte Alex Zanardi något nytt kontrakt utan erbjöd istället ett till fransmannen Olivier Panis, men han hade redan lovat att skriva på för McLaren, som testförare. Williams var nu inte ens attraktivt för medelmåttiga förare längre.
Britten Jenson Button fick då chansen, som han tog med den äran. Han tog 12 poäng, mot Ralf Schumachers 24 poäng som framstod allt mer som försteförare. Detta hotades dock när den aggressive colombianen Juan Pablo Montoya kom och ersatte Button säsongen 2001. Schumacher tog Williams första seger på fyra år när han vann San Marinos Grand Prix 2001. BMW-motorn hade mest hästkrafter i formel 1, men chassit verkade inte fungera så bra. Williams var därför ohotade på högfartsbanorna, där deras fyra vinster kom. Montoya vann till exempel i Italien, men på de långsamma banorna var Williams helt borta.

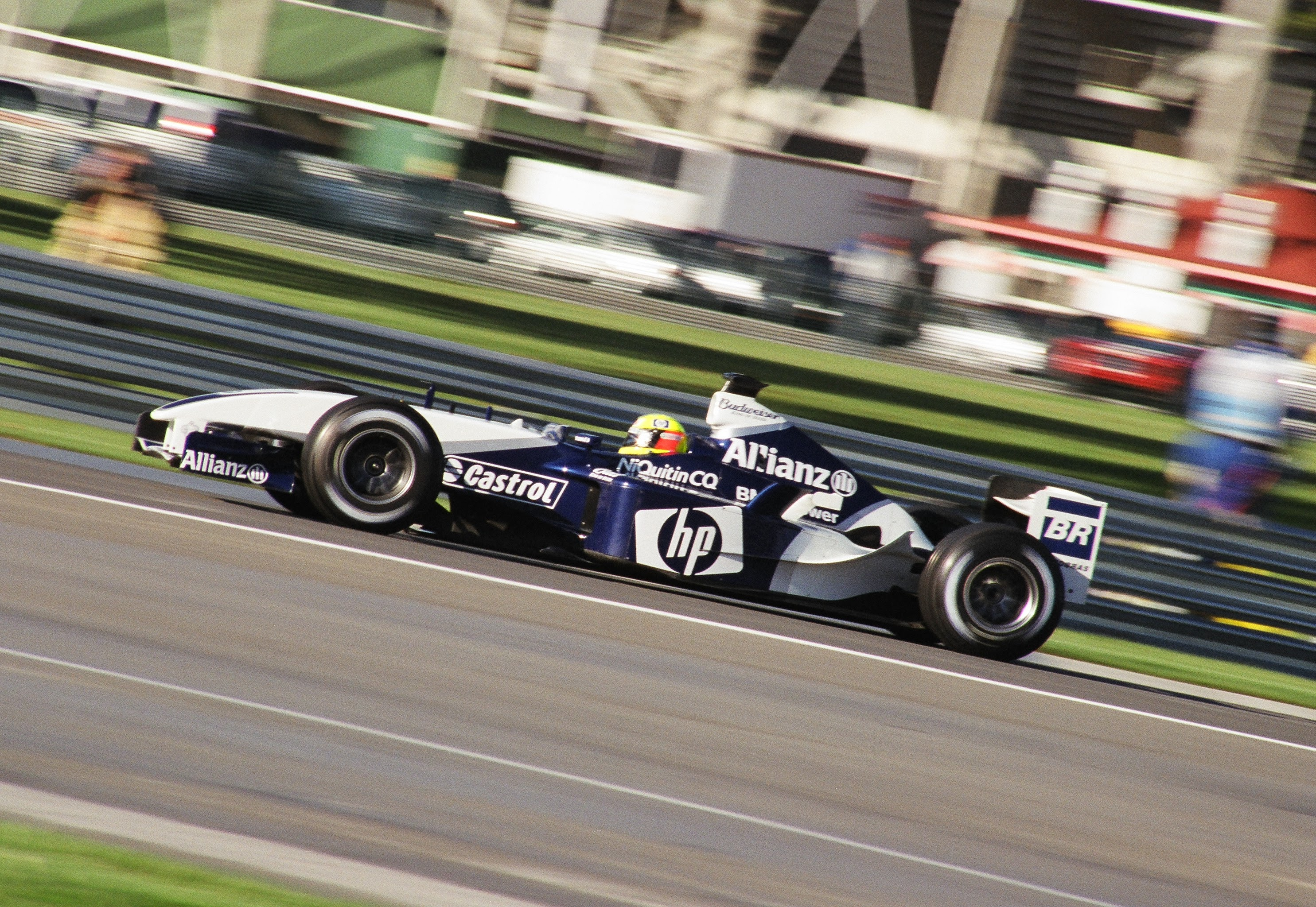
Ralf Schumacher i en FW25 i.

Säsongen därpå var motorförsprånget borta, men bilen var bättre och Montoya kom trea i förarmästerskapet. 2003 kunde stallet på allvar utmana om mästerskapet och såg ett tag ut att vinna det, men mot slutet av säsongen gick allt fel och Michael Schumacher kunde vinna. 
BMW började bli bekymrade och tyckte att Williams byggde för dåliga bilar. 
När säsongen 2004 startade var bilen riktigt dålig och man skyllde på varandra. Efter säsongen valde både Schumacher och Montoya att lämna stallet och gick till Toyota respektive McLaren. Mark Webber och Nick Heidfeld kom och tog några pallplatser, men förhållandet mellan BMW och Williams var iskallt varefter BMW köpte Sauber.

## F1-säsonger
| Säsong | Tävlingsnamn                                   | Bil                                         | Motor                                             | Däck | Poäng | VM-plac. | Nr. | Förare 1 | Nr. | Förare 2 | Nr. | Förare 3         |
| ------ | ---------------------------------------------- | ------------------------------------------- | ------------------------------------------------- | ---- | ----- | -------- | --- | --- | --- | --- | --- | ---------------- |
| 1969   | Frank Williams Racing Cars                     | Brabham BT26A                               | Ford Cosworth DFV 3.0 V8                          | D    | 16    | 2:a      |     | Piers Courage                                                                                                 |     | |     |                  |
| 1970   | Frank Williams Racing Cars                     | De Tomaso 505-38                            | Ford Cosworth DFV 3.0 V8                          | D    | 0     | —        |     | Piers Courage                                                                                                 |     | Tim Schenken |     | Brian Redman     |
| 1971   | Frank Williams Racing Cars                     | March 701                                   | Ford Cosworth DFV 3.0 V8                          | G    | 4     | 4:a      |     | Henri Pescarolo                                                                                               |     | Max Jean |     |                  |
| 1972   | Team Williams Motul                            | March 711 March 721                         | Ford Cosworth DFV 3.0 V8                          | G    | 3     | 6:a      |     | Henri Pescarolo                                                                                               |     | Carlos Pace |     |                  |
| 1972   | Team Williams Motul                            | Politoys FX3                                | Ford Cosworth DFV 3.0 V8                          | G    | 0     | —        |     | Henri Pescarolo                                                                                               |     | |     |                  |
| 1973   | Frank Williams Racing Cars                     | Iso Marlboro FX3B                           | Ford Cosworth DFV 3.0 V8                          | F    | 2     | 10:a     |     | Howden Ganley                                                                                                 |     | Tom Belsø · Nanni Galli · Jacky Ickx · Graham McRae · Henri Pescarolo · Jackie Pretorius · Tim Schenken · Gijs van Lennep |     |                  |
| 1974   | Frank Williams Racing Cars                     | Iso Marlboro FW01 Iso Marlboro FW02         | Ford Cosworth DFV 3.0 V8                          | F    | 4     | 10:a     |     | Arturo Merzario · Richard Robarts                                                                             |     | Tom Belsø · Jean-Pierre Jabouille · Jacques Laffite · Gijs van Lennep                                                     |     |                  |
| 1975   | Frank Williams Racing Cars                     | Williams FW01 Williams FW02 Williams FW03   | Ford Cosworth DFV 3.0 V8                          | G    | 6     | 9:a      |     | Ian Ashley · Lella Lombardi · Damien Magee · Arturo Merzario · François Migault · Jo Vonlanthen · Renzo Zorzi |     | Tony Brise · Jacques Laffite · Ian Scheckter                                                                              |     |                  |
| 1976   | Frank Williams Racing Cars                     | Williams FW04 Wolf-Williams FW05            | Ford Cosworth DFV 3.0 V8                          | G    | 0     | —        |     | Jacky Ickx |     | Michel Leclère |     |                  |
| 1977   | Williams Grand Prix Engineering                | March 761                                   | Ford Cosworth DFV 3.0 V8                          | G    | 0     | —        |     | Patrick Nève                                                                                                  |     | |     |                  |
| 1978   | Williams Grand Prix Engineering                | Williams FW06                               | Ford Cosworth DFV 3.0 V8                          | G    | 11    | 10:a     |     | Alan Jones |     | |     |                  |
| 1979   | Albilad-Saudia Racing Team                     | Williams FW06 Williams FW07                 | Ford Cosworth DFV 3.0 V8                          | G    | 75    | 2:a      |     | Alan Jones |     | Clay Regazzoni |     |                  |
| 1980   | Albilad-Williams Racing Team                   | Williams FW07 Williams FW07B                | Ford Cosworth DFV 3.0 V8                          | G    | 120   | 1:a      |     | Alan Jones |     | Carlos Reutemann |     |                  |
| 1981   | Albilad-Williams Racing Team TAG Williams Team | Williams FW07C Williams FW07D               | Ford Cosworth DFV 3.0 V8                          | M/G  | 95    | 1:a      |     | Alan Jones |     | Carlos Reutemann |     |                  |
| 1982   | TAG Williams Team                              | Williams FW07C Williams FW07D Williams FW08 | Ford Cosworth DFV 3.0 V8                          | G    | 58    | 4:a      |     | Mario Andretti · Derek Daly · Carlos Reutemann                                                                |     | Keke Rosberg |     |                  |
| 1983   | TAG Williams Team                              | Williams FW08C                              | Ford Cosworth DFV 3.0 V8 Ford Cosworth DFY 3.0 V8 | G    | 36    | 4:a      |     | Keke Rosberg                                                                                                  |     | Jacques Laffite |     | Jonathan Palmer  |
| 1983   | TAG Williams Team                              | Williams FW09                               | Honda 1.5 V6T                                     | G    | 2     | 11:a     |     | Keke Rosberg                                                                                                  |     | Jacques Laffite |     |                  |
| 1984   | Williams Grand Prix Engineering                | Williams FW09 Williams FW09B                | Honda 1.5 V6T                                     | G    | 25,5  | 6:a      |     | Jacques Laffite                                                                                               |     | Keke Rosberg |     |                  |
| 1985   | Canon Williams Honda Team                      | Williams FW10                               | Honda 1.5 V6T                                     | G    | 71    | 3:a      |     | Nigel Mansell                                                                                                 |     | Keke Rosberg |     |                  |
| 1986   | Canon Williams Honda Team                      | Williams FW11                               | Honda 1.5 V6T                                     | G    | 141   | 1:a      |     | Nigel Mansell                                                                                                 |     | Nelson Piquet |     |                  |
| 1987   | Canon Williams Honda Team                      | Williams FW11B                              | Honda 1.5 V6T                                     | G    | 137   | 1:a      |     | Nigel Mansell · Riccardo Patrese                                                                              |     | Nelson Piquet |     |                  |
| 1988   | Canon Williams Team                            | Williams FW12                               | Judd 3.5 V8                                       | G    | 20    | 7:a      |     | Martin Brundle · Nigel Mansell · Jean-Louis Schlesser                                                         |     | Riccardo Patrese |     |                  |
| 1989   | Canon Williams Team                            | Williams FW12C Williams FW13                | Renault 3.5 V10                                   | G    | 77    | 2:a      |     | Thierry Boutsen                                                                                               |     | Riccardo Patrese |     |                  |
| 1990   | Canon Williams Team                            | Williams FW13B                              | Renault 3.5 V10                                   | G    | 57    | 4:a      |     | Thierry Boutsen                                                                                               |     | Riccardo Patrese |     |                  |
| 1991   | Canon Williams Team                            | Williams FW14                               | Renault 3.5 V10                                   | G    | 125   | 2:a      |     | Nigel Mansell                                                                                                 |     | Riccardo Patrese |     |                  |
| 1992   | Canon Williams Team                            | Williams FW14B                              | Renault 3.5 V10                                   | G    | 164   | 1:a      |     | Nigel Mansell                                                                                                 |     | Riccardo Patrese |     |                  |
| 1993   | Canon Williams Team                            | Williams FW15C                              | Renault 3.5 V10                                   | G    | 168   | 1:a      |     | Damon Hill |     | Alain Prost |     |                  |
| 1994   | Rothmans Williams Renault                      | Williams FW16 Williams FW16B                | Renault 3.5 V10                                   | G    | 118   | 1:a      |     | Damon Hill |     | David Coulthard · Nigel Mansell · Ayrton Senna                                                                            |     |                  |
| 1995   | Rothmans Williams Renault                      | Williams FW17 Williams FW17B                | Renault 3.0 V10                                   | G    | 112   | 2:a      |     | Damon Hill |     | David Coulthard |     |                  |
| 1996   | Rothmans Williams Renault                      | Williams FW18                               | Renault 3.0 V10                                   | G    | 175   | 1:a      |     | Damon Hill |     | Jacques Villeneuve |     |                  |
| 1997   | Rothmans Williams Renault                      | Williams FW19                               | Renault 3.0 V10                                   | G    | 123   | 1:a      |     | Jacques Villeneuve                                                                                            |     | Heinz-Harald Frentzen |     |                  |
| 1998   | Winfield Williams                              | Williams FW20                               | Mecachrome 3.0 V10                                | G    | 38    | 3:a      |     | Jacques Villeneuve                                                                                            |     | Heinz-Harald Frentzen |     |                  |
| 1999   | Winfield Williams                              | Williams FW21                               | Supertec 3.0 V10                                  | B    | 35    | 5:a      |     | Alex Zanardi                                                                                                  |     | Ralf Schumacher |     |                  |
| 2000   | BMW WilliamsF1 Team                            | Williams FW22                               | BMW 3.0 V10                                       | B    | 36    | 3:a      |     | Ralf Schumacher                                                                                               |     | Jenson Button |     |                  |
| 2001   | BMW WilliamsF1 Team                            | Williams FW23                               | BMW 3.0 V10                                       | M    | 80    | 3:a      |     | Ralf Schumacher                                                                                               |     | Juan Pablo Montoya |     |                  |
| 2002   | BMW WilliamsF1 Team                            | Williams FW24                               | BMW 3.0 V10                                       | M    | 92    | 2:a      |     | Ralf Schumacher                                                                                               |     | Juan Pablo Montoya |     |                  |
| 2003   | BMW WilliamsF1 Team                            | Williams FW25                               | BMW P83                                           | M    | 144   | 2:a      |     | Juan Pablo Montoya                                                                                            |     | Ralf Schumacher · Marc Gené                                                                                               |     |                  |
| 2004   | BMW WilliamsF1 Team                            | Williams FW26                               | BMW P84                                           | M    | 88    | 4:a      |     | Juan Pablo Montoya                                                                                            |     | Ralf Schumacher · Marc Gené · Antônio Pizzonia                                                                            |     |                  |
| 2005   | BMW WilliamsF1 Team                            | Williams FW27                               | BMW P84/5                                         | M    | 66    | 5:a      |     | Mark Webber                                                                                                   |     | Nick Heidfeld · Antônio Pizzonia                                                                                          |     |                  |
| 2006   | Williams F1                                    | Williams FW28                               | Cosworth CA2006 V8                                | B    | 11    | 8:a      |     | Mark Webber                                                                                                   |     | Nico Rosberg |     |                  |
| 2007   | AT&T Williams F1                               | Williams FW29                               | Toyota RVX-07                                     | B    | 33    | 4:a      |     | Nico Rosberg                                                                                                  |     | Alexander Wurz · Kazuki Nakajima                                                                                          |     |                  |
| 2008   | AT&T Williams                                  | Williams FW30                               | Toyota RVX-08                                     | B    | 26    | 8:a      |     | Nico Rosberg                                                                                                  |     | Kazuki Nakajima |     |                  |
| 2009   | AT&T Williams                                  | Williams FW31                               | Toyota RVX-09                                     | B    | 34.5  | 7:a      |     | Nico Rosberg                                                                                                  |     | Kazuki Nakajima |     |                  |
| 2010   | AT&T Williams                                  | Williams FW32                               | Cosworth CA2010                                   | B    | 69    | 6:a      |     | Rubens Barrichello                                                                                            |     | Nico Hülkenberg |     |                  |
| 2011   | AT&T Williams                                  | Williams FW33                               | Cosworth CA2011                                   | P    | 5     | 9:a      |     | Rubens Barrichello                                                                                            |     | Pastor Maldonado |     |                  |
| 2012   | Williams F1 Team                               | Williams FW34                               | Renault RS27-2012                                 | P    | 76    | 8:a      |     | Bruno Senna                                                                                                   |     | Pastor Maldonado |     |                  |
| 2013   | Williams F1 Team                               | Williams FW35                               | Renault RS27-2013                                 | P    | 5     | 9:a      |     | Pastor Maldonado                                                                                              |     | Valtteri Bottas |     |                  |
| 2014   | Williams Martini Racing                        | Williams FW36                               | Mercedes PU106A Hybrid                            | P    | 320   | 3:a      | 19. | Felipe Massa                                                                                                  | 77. | Valtteri Bottas |     |                  |
| 2015   | Williams Martini Racing                        | Williams FW37                               | Mercedes PU106B Hybrid                            | P    | 257   | 3:a      | 19. | Felipe Massa                                                                                                  | 77. | Valtteri Bottas |     |                  |
| 2016   | Williams Martini Racing                        | Williams FW38                               | Mercedes PU106C Hybrid                            | P    | 138   | 5:a      | 19. | Felipe Massa                                                                                                  | 77. | Valtteri Bottas |     |                  |
| 2017   | Williams Martini Racing                        | Williams FW40                               | Mercedes M08 EQ Power+                            | P    | 83    | 5:a      | 19. | Felipe Massa                                                                                                  | 18. | Lance Stroll | 40. | Paul di Resta    |
| 2018   | Williams Martini Racing                        | Williams FW41                               | Mercedes M09 EQ Power+                            | P    | 7     | 10:a     | 18. | Lance Stroll                                                                                                  | 35. | Sergej Sirotkin |     |                  |
| 2019   | Rokit Williams Racing                          | Williams FW42                               | Mercedes                                          | P    | 1     | 10:a     | 63. | George Russell                                                                                                | 88. | Robert Kubica |     |                  |
| 2020   | Williams Racing                                | Williams FW43                               | Mercedes M11 EQ Performance                       | P    | 0     | 10:a     | 63. | George Russell                                                                                                | 6.  | Nicholas Latifi | 89. | Jack Aitken      |
| 2021   | Williams Racing                                | Williams FW43B                              | Mercedes M12 EQ Performance                       | P    | 23    | 8:a      | 63. | George Russell                                                                                                | 6.  | Nicholas Latifi |     |                  |
| 2022   | Williams Racing                                | Williams FW44                               | Mercedes-AMG M13 E Performance                    | P    | 8     | 10:a     | 6.  | Nicholas Latifi                                                                                               | 23. | Alexander Albon | 45. | Nyck de Vries    |
| 2023   | Williams Racing                                | Williams FW45                               | Mercedes F1 M14 E Performance                     | P    | 28    | 7:a      | 23. | Alexander Albon                                                                                               | 2.  | Logan Sargeant |     |                  |
| 2024   | Williams Racing                                | Williams FW46                               | Mercedes F1 M15 E Performance                     | P    | 17    | 9:a      | 23. | Alexander Albon                                                                                               | 2.  | Logan Sargeant | 43. | Franco Colapinto |
| 2025   | Atlassian Williams Racing                      | Williams FW47                               | Mercedes F1 M16 E Performance                     | P    | 59    | 5:a      | 23. | Alexander Albon                                                                                               | 55. | Carlos Sainz Jr. |     |                  |

| 1. Storbritannien 1979 2. Tyskland 1979 3. Österrike 1979 4. Nederländerna 1979 5. Kanada 1979 6. Argentina 1980 7. Monaco 1980 8. Frankrike 1980 9. Storbritannien 1980 10. Kanada 1980 11. USA 1980 12. USA West 1981 13. Brasilien 1981 14. Belgien 1981 15. Las Vegas 1981 16. Schweiz 1982 17. Monaco 1983 18. USA 1984 19. Detroit 1985 20. Europa 1985 21. Sydafrika 1985 22. Australien 1985 23. Brasilien 1986 24. Belgien 1986 25. Kanada 1986 26. Frankrike 1986 27. Storbritannien 1986 28. Tyskland 1986 29. Ungern 1986 30. Italien 1986 31. Portugal 1986 32. San Marino 1987 33. Frankrike 1987 34. Storbritannien 1987 35. Tyskland 1987 36. Ungern 1987 37. Österrike 1987 38. Italien 1987 39. Spanien 1987 40. Mexiko 1987 41. Kanada 1989 42. Australien 1989 43. San Marino 1990 44. Ungern 1990 45. Mexiko 1991 46. Frankrike 1991 47. Storbritannien 1991 48. Tyskland 1991 49. Italien 1991 50. Portugal 1991 51. Spanien 1991 52. Sydafrika 1992 53. Mexiko 1992 54. Brasilien 1992 55. Spanien 1992 56. San Marino 1992 57. Frankrike 1992 58. Storbritannien 1992 59. Tyskland 1992 60. Portugal 1992 61. Japan 1992 62. Sydafrika 1993 63. San Marino 1993 64. Spanien 1993 65. Kanada 1993 66. Frankrike 1993 67. Storbritannien 1993 68. Tyskland 1993 69. Ungern 1993 70. Belgien 1993 71. Italien 1993 72. Spanien 1994 73. Storbritannien 1994 74. Belgien 1994 75. Italien 1994 76. Portugal 1994 77. Japan 1994 78. Australien 1994 79. Argentina 1995 80. San Marino 1995 81. Ungern 1995 82. Portugal 1995 83. Australien 1995 84. Australien 1996 85. Brasilien 1996 86. Argentina 1996 87. Europa 1996 88. San Marino 1996 89. Kanada 1996 90. Frankrike 1996 91. Storbritannien 1996 92. Tyskland 1996 93. Ungern 1996 94. Portugal 1996 95. Japan 1996 96. Brasilien 1997 97. Argentina 1997 98. San Marino 1997 99. Spanien 1997 100. Storbritannien 1997 101. Ungern 1997 102. Österrike 1997 103. Luxemburg 1997 104. San Marino 2001 105. Kanada 2001 106. Tyskland 2001 107. Italien 2001 108. Malaysia 2002 109. Monaco 2003 110. Europa 2003 111. Frankrike 2003 112. Tyskland 2003 113. Brasilien 2004 114. Spanien 2012 |

| 1. Storbritannien 1979 2. Kanada 1979 3. USA 1979 4. Argentina 1980 5. Belgien 1980 6. Tyskland 1980 7. Belgien 1981 8. Las Vegas 1981 9. Storbritannien 1982 10. Brasilien 1983 11. Frankrike 1985 12. Storbritannien 1985 13. Sydafrika 1985 14. Belgien 1986 15. Kanada 1986 16. Storbritannien 1986 17. Australien 1986 18. Brasilien 1987 19. Belgien 1987 20. Monaco 1987 21. Detroit 1987 22. Frankrike 1987 23. Storbritannien 1987 24. Tyskland 1987 25. Ungern 1987 26. Österrike 1987 27. Italien 1987 28. Spanien 1987 29. Mexiko 1987 30. Ungern 1989 31. Ungern 1990 32. Kanada 1991 33. Mexiko 1991 34. Frankrike 1991 35. Storbritannien 1991 36. Tyskland 1991 37. Portugal 1991 38. Sydafrika 1992 39. Mexiko 1992 40. Brasilien 1992 41. Spanien 1992 42. San Marino 1992 43. Monaco 1992 44. Frankrike 1992 45. Storbritannien 1992 46. Tyskland 1992 47. Ungern 1992 48. Belgien 1992 49. Italien 1992 50. Portugal 1992 51. Japan 1992 52. Australien 1992 53. Sydafrika 1993 54. Brasilien 1993 55. Europa 1993 56. San Marino 1993 57. Spanien 1993 58. Monaco 1993 59. Kanada 1993 60. Frankrike 1993 61. Storbritannien 1993 62. Tyskland 1993 63. Ungern 1993 64. Belgien 1993 65. Italien 1993 66. Portugal 1993 67. Japan 1993 68. Brasilien 1994 69. Stilla havet 1994 70. San Marino 1994 71. Frankrike 1994 72. Storbritannien 1994 73. Australien 1994 74. Brasilien 1995 75. Argentina 1995 76. Monaco 1995 77. Frankrike 1995 78. Storbritannien 1995 79. Tyskland 1995 80. Ungern 1995 81. Italien 1995 82. Portugal 1995 83. Europa 1995 84. Stilla havet 1995 85. Australien 1995 86. Australien 1996 87. Brasilien 1996 88. Argentina 1996 89. Europa 1996 90. Spanien 1996 91. Kanada 1996 92. Storbritannien 1996 93. Tyskland 1996 94. Belgien 1996 95. Italien 1996 96. Portugal 1996 97. Japan 1996 98. Australien 1997 99. Brasilien 1997 100. Argentina 1997 101. San Marino 1997 102. Monaco 1997 103. Spanien 1997 104. Storbritannien 1997 105. Belgien 1997 106. Österrike 1997 107. Japan 1997 108. Europa 1997 109. Frankrike 2001 110. Tyskland 2001 111. Belgien 2001 112. Italien 2001 113. Brasilien 2002 114. Monaco 2002 115. Kanada 2002 116. Europa 2002 117. Storbritannien 2002 118. Frankrike 2002 119. Italien 2002 120. Monaco 2003 121. Kanada 2003 122. Frankrike 2003 123. Tyskland 2003 124. Kanada 2004 125. Europa 2005 126. Brasilien 2010 127. Spanien 2012 128. Österrike 2014 |

| 1. Italien 1971 2. USA West 1978 3. Kanada 1978 4. Storbritannien 1979 5. Italien 1979 6. Kanada 1979 7. Argentina 1980 8. Monaco 1980 9. Frankrike 1980 10. Tyskland 1980 11. Italien 1980 12. USA 1980 13. USA West 1981 14. Belgien 1981 15. Monaco 1981 16. Spanien 1981 17. Tyskland 1981 18. Nederländerna 1981 19. Italien 1981 20. Frankrike 1985 21. Italien 1985 22. Sydafrika 1985 23. Australien 1985 24. Brasilien 1986 25. Spanien 1986 26. San Marino 1986 27. Kanada 1986 28. Detroit 1986 29. Frankrike 1986 30. Storbritannien 1986 31. Ungern 1986 32. Portugal 1986 33. Mexiko 1986 34. Australien 1986 35. Brasilien 1987 36. Frankrike 1987 37. Storbritannien 1987 38. Tyskland 1987 39. Ungern 1987 40. Österrike 1987 41. Mexiko 1987 42. Storbritannien 1988 43. Brasilien 1989 44. Tyskland 1990 45. Ungern 1990 46. Portugal 1990 47. Spanien 1990 48. Japan 1990 49. Brasilien 1991 50. Kanada 1991 51. Mexiko 1991 52. Frankrike 1991 53. Storbritannien 1991 54. Tyskland 1991 55. Portugal 1991 56. Spanien 1991 57. Sydafrika 1992 58. Brasilien 1992 59. Spanien 1992 60. San Marino 1992 61. Monaco 1992 62. Frankrike 1992 63. Storbritannien 1992 64. Tyskland 1992 65. Ungern 1992 66. Italien 1992 67. Japan 1992 68. Sydafrika 1993 69. San Marino 1993 70. Monaco 1993 71. Storbritannien 1993 72. Ungern 1993 73. Belgien 1993 74. Italien 1993 75. Portugal 1993 76. Japan 1993 77. Australien 1993 78. San Marino 1994 79. Frankrike 1994 80. Storbritannien 1994 81. Tyskland 1994 82. Belgien 1994 83. Italien 1994 84. Portugal 1994 85. Japan 1994 86. Spanien 1995 87. Storbritannien 1995 88. Ungern 1995 89. Belgien 1995 90. Portugal 1995 91. Australien 1995 92. Australien 1996 93. Brasilien 1996 94. Europa 1996 95. San Marino 1996 96. Kanada 1996 97. Frankrike 1996 98. Storbritannien 1996 99. Tyskland 1996 100. Ungern 1996 101. Portugal 1996 102. Japan 1996 103. Australien 1997 104. Brasilien 1997 105. San Marino 1997 106. Ungern 1997 107. Belgien 1997 108. Österrike 1997 109. Luxemburg 1997 110. Japan 1997 111. Europa 1997 112. Italien 1999 113. Brasilien 2001 114. San Marino 2001 115. Kanada 2001 116. Europa 2001 117. Tyskland 2001 118. Italien 2001 119. USA 2001 120. Japan 2001 121. Malaysia 2002 122. Brasilien 2002 123. Kanada 2002 124. Frankrike 2003 125. Tyskland 2003 126. Ungern 2003 127. Japan 2003 128. Malaysia 2004 129. Brasilien 2004 130. Bahrain 2006 131. Australien 2009 132. Kanada 2014 133. Ryssland 2014 |

## Organisation

### Ledande befattningar
Ett urval av de ledande positionerna inom stallet.
| Position             |                | Namn               |
| -------------------- | -------------- | ------------------ |
| Ordförande           | USA            | Matthew Savage     |
| Ledamot              | Storbritannien | James Matthews     |
| Stallchef            | Storbritannien | James Vowles       |
| COO                  | Kanada         | Frédéric Brousseau |
| Sportdirektör        | Tyskland       | Sven Smeets        |
| Teknisk direktör/CTO | Storbritannien | Pat Fry            |
| Raceingenjör (Albon) | Storbritannien | James Urwin        |
| Raceingenjör (Sainz) | Frankrike      | Gaëtan Jego        |

## Andra stall
Williams har också levererat bilar till andra formel 1-stall.
| Stall               | Säsong | Konstruktör   | Antal lopp | Poäng |
| ------------------- | ------ | ------------- | ---------- | ----- |
| Apollon             | 1977   | Apollon-Ford  | 1          | 0     |
| Brands Hatch Racing | 1980   | Williams-Ford | 1          | 0     |
| Emilio de Villota   | 1981   | Williams-Ford | 1          | 0     |
| Mapfre-Williams     | 1976   | Williams-Ford | 1          | 0     |
| RAM                 | 1980   | Williams-Ford | 9          | 0     |

### FIA Formel 2
2009–2012 levererade Williams bilarna JPH1 F2 och JPH1B F2 till FIA Formula Two Championship.